# 白侯姓
白侯，是中國古代一個現已消失或極奇稀有的複姓中文姓氏。出自《欽定古今圖書集成》。

## 來源
鄭樵通志以國爵為氏。
白侯氏。白，楚邑也。白，舊侯國，楚人取而邑之。後漢尚 書郎白侯攜，《吳志》：「白侯子張。」

## 記錄
出自《欽定古今圖書集成》的《明倫彙編》的《氏族典》的《第629卷》的《凌迪知萬姓統譜》，和白狄姓、伯夫姓、白冥姓、白馬姓、白象姓、白鹿姓、白石姓、伯宗姓、不第姓、石弟姓、石牛姓、伯有姓共處一列。

## 名人
- 漢：白侯㩦
  - 按：《萬姓統譜》：「攜尚書郎。」

- 漢：白侯子張
  - 按《萬姓統譜》：「子張，吳人。」

## 外部連結
- 臺灣尋根網（页面存档备份，存于）